# Guinea-Bissau na Letních olympijských hrách 2008
Guinea-Bissau se účastnila Letní olympiády 2008 ve dvou sportech. Zastupovali ji tři sportovci.

## Atletika
Holder Silva, Domingas Togna

## Zápas
Augusto Midana